# Adlmannsberg
Adlmannsberg ist ein Ortsteil der Gemeinde Wettstetten im oberbayerischen Landkreis Eichstätt.

## Lage
Die Siedlung liegt südlich des Gemeindesitzes Wettstetten und südlich der Staatsstraße 2335 auf einer gleichnamigen Erhebung.

## Geschichte
Dem Salbuch des bayerischen Herzogs Ludwig des Bärtigen von 1416 ist zu entnehmen, dass sich hier der „Adelmann“ einen Hof baute. Dieser war an das Spital Ingolstadt lehenspflichtig.
1808 wurde der Steuerdistrikt Wettstetten (ab 1818 Gemeinde) gebildet, dem Wettstetten, Echenzell und Adlmannsberg angehörten. Mit Arrondierung des Leuchtenbergischen Besitzes kamen diese am 3. Dezember 1817 zum Landgericht (später Landkreis) Ingolstadt. Dies blieb so bis zur bayerischen Gebietsreform 1972. Seither gehört Adlmannsberg als Teil der Gemeinde Wettstetten zum Landkreis Eichstätt.
Am Adlmannsberg existierte eine heute nur durch Waldwuchs in etwa erkennbare militärische Anlage, ein Zwischenwerk des Fortgürtels, der in der 2. Hälfte des 19. Jahrhunderts im Rahmen des Ingolstädter Festungsbaus errichtet wurde. Am südöstlichen Adlmannsberg ist auf einer Karte von 1867 von Wilhelm Graf von Holnstein eine Ziegelei eingezeichnet.